# Vela ai XVII Giochi panamericani
Le competizioni di vela ai XVII Giochi panamericani si svolte in Canada al Royal Canadian Yacht Club, nella baia di Toronto sul lago Ontario, dal 12 al 19 luglio 2015. Rispetto alla precedente edizione è stata aggiunto un evento riservato alle donne, il 49er.

## Calendario
Orari: UTC-5.
| Data          | Inizio | Evento                              | Fase               |
| ------------- | ------ | ----------------------------------- | ------------------ |
| Dom 12 luglio | 11:35  | Tutte le classi                     | Regate 1 e 2       |
| Dom 12 luglio | 15:05  | Windsurf U/D, 49er D                | Regata 3           |
| Lun 13 luglio | 11:35  | Tutte le classi                     | Regate 3 e 4       |
| Lun 13 luglio | 13:35  | Windsurf U/D, 49er D                | Regata 5 e 6       |
| Mar 14 luglio | 11:35  | Tutte le classi                     | Regate 5 e 6       |
| Mar 14 luglio | 11:35  | Windsurf U/D, 49er D                | Regata 7, 8 e 9    |
| Mer 15 luglio | 11:35  | Tutte le classi                     | Regate 7 e 8       |
| Mer 15 luglio | 11:35  | Windsurf U/D, 49er D                | Regata 10, 11 e 12 |
| Gio 16 luglio | 11:35  | Tutte le classi                     | Regate 9 e 10      |
| Gio 16 luglio | 11:35  | Windsurf U/D, 49er D                | Regata 13 e 14     |
| Ven 17 luglio | 11:35  | Tutte le classi                     | Regate 11 e 12     |
| Ven 17 luglio | 11:35  | Windsurf U/D, 49er D                | Regata 15 e 16     |
| Sab 18 luglio | 11:35  | Laser U, Laser Radial D, Windsurf D | Regate finali      |
| Sab 18 luglio | 12:35  | Windsurf U                          | Regate finali      |
| Sab 18 luglio | 13:55  | 49er D                              | Regate finali      |
| Dom 19 luglio | 11:35  | Sunfish                             | Regate finali      |
| Dom 19 luglio | 12:35  | J/24                                | Regate finali      |
| Dom 19 luglio | 13:55  | Hobie 16                            | Regate finali      |
| Dom 19 luglio | 15:05  | Snipe                               | Regate finali      |
| Dom 19 luglio | 16:35  | Lightning                           | Regate finali      |

## Risultati
| Evento               | Oro                                                                        | Argento                                                        | Bronzo                                                       |
| Windsurf (uomini)    | Ricardo Winicki                                                            | David Mier                                                     | Mariano Reutemann                                            |
| Windsurf (donne)     | Patricia DaCosta                                                           | Demita Vega                                                    | Marion Lepert                                                |
| Laser (uomini)       | Juan Maegli                                                                | Robert Scheidt                                                 | Lee Parkhill                                                 |
| Laser Radial (donne) | Paige Railey                                                               | Dolores Moreira                                                | Fernanda Demetrio                                            |
| 49er (donne)         | Argentina Maria Branz Victoria Travascio                                   | Brasile Kahena Kunze Martine Soffiatti                         | Stati Uniti Paris Henken Helena Scutt                        |
| Sunfish              | Jonathan Martinetti                                                        | Luke Ramsay                                                    | Andrés Ducasse                                               |
| Snipe                | Porto Rico Fernando Monllor Raúl Ríos                                      | Argentina Diego Lipszyc Luis Soubie                            | Stati Uniti Augie Diaz Kathleen Tocke                        |
| Lightning            | Argentina Javier Conte Nicolás Fracchia María Salerno                      | Stati Uniti Justin Coplan Caroline Patten Danielle Prior       | Brasile María Altimira Claudio Biekarck Gunnar Ficker        |
| Hobie 16             | Guatemala Irene Abascal Jason Hess                                         | Stati Uniti Grace Modderman Mark Modderman                     | Porto Rico Enrique Figueroa Franchesca Valdés                |
| J/24                 | Argentina Federico Ambrus Guillermo Bellinotto Matías Pereira Juan Pereyra | Canada Sandy Andrews David Jarvis Terry McLaughlin David Ogden | Cile Sergio Baeza Roth Marc Jux Cristóbal Lira Matías Seguel |

## Medagliere
| Posiz. | Nazione     | Oro | Argento | Bronzo | Totale |
| ------ | ----------- | --- | ------- | ------ | ------ |
| 1      | Argentina   | 3   | 1       | 1      | 5      |
| 2      | Brasile     | 2   | 2       | 2      | 6      |
| 3      | Guatemala   | 2   | -       | -      | 2      |
| 4      | Stati Uniti | 1   | 2       | 3      | 6      |
| 5      | Paraguay    | 1   | -       | 1      | 2      |
| 6      | Ecuador     | 1   | -       | -      | 1      |
| 7      | Canada      | -   | 2       | 1      | 3      |
| 8      | Messico     | -   | 2       | -      | 2      |
| 9      | Uruguay     | -   | 1       | -      | 1      |
| 10     | Cile        | -   | -       | 2      | 2      |
| TOTALE | TOTALE      | 10  | 10      | 10     | 30     |